# Explosión de un polvorín de la Armada en Cádiz de 1947

El día 18 de agosto del año 1947 se produjo la detonación accidental de un depósito de explosivos de la Armada en Cádiz, España. La magnitud de la explosión fue tal que el fogonazo pudo verse desde el acuartelamiento militar español ubicado en Monte Hacho (Ceuta). Se formó una nube de hongo visible desde toda la bahía de Cádiz, Huelva y algunos pueblos de Sevilla. El ruido de la explosión fue oído hasta en la capital hispalense, e incluso en Portugal donde creyeron que se trataba de un temblor sísmico.

## Antecedentes
En 1947 España se encontraba inmersa en una dura posguerra, puesto que a la guerra civil de tres años finalizada hacía relativamente poco tiempo se le unía el hecho de que la Segunda Guerra Mundial había finalizado recientemente con la derrota de los aliados de Franco, lo cual dificultaba la reconstrucción del país debido al aislamiento internacional del régimen franquista. Debido a la extrema pobreza de este periodo, no es de extrañar que se sucedan todo tipo de accidentes debido a lo anticuado del material y a las carencias de mantenimiento, sin cumplir las condiciones de conservación. Muchos de estos accidentes provocaron enormes pérdidas materiales y humanas.
Ejemplos de estos accidentes que se sucederían durante la década de los 40 podrían ser la explosión del polvorín del Pinar de Antequera en 1940, el incendio de Santander de 1941, el accidente ferroviario de Torre del Bierzo de 1944, el hundimiento del submarino C-4, la explosión de los polvorines de Alcalá de Henares de 1947 o la explosión del Polvorín de Tabares acontecida en Tenerife en 1949, que dejó 15 fallecidos. En la mayoría de estos casos la censura franquista reaccionó de manera contundente, minimizando en lo posible los accidentes o insinuando conspiraciones de sabotaje para perjudicar al régimen franquista.

## Explosión y confusión inicial

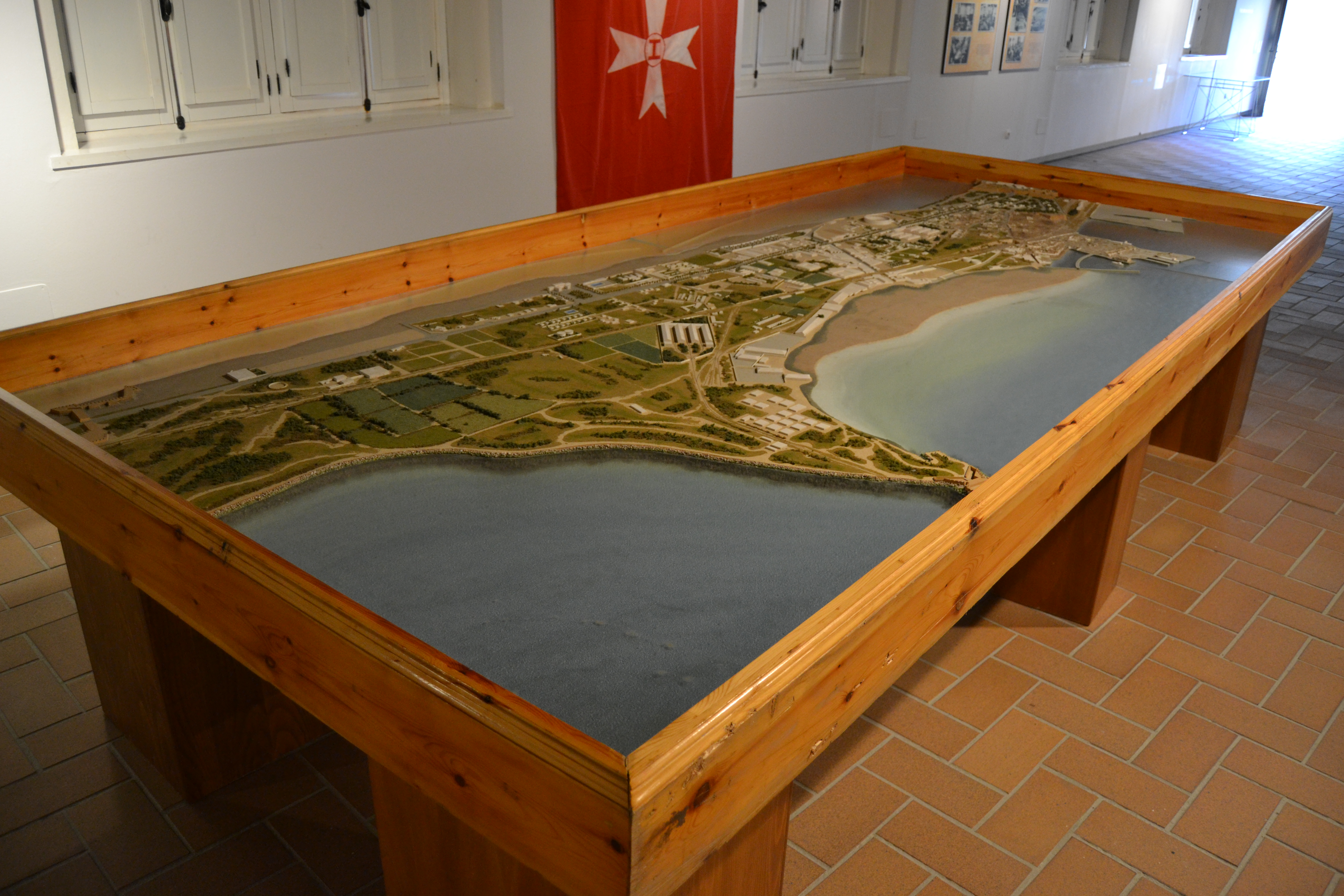
Maqueta de la zona del puerto de Cádiz en esa época

A las diez menos cuarto de la noche del lunes 18 de agosto de 1947, una detonación provocada por unas 200 toneladas de trinitrotolueno, en lo que era el Almacén n.º 1 de la Base de Defensas Submarinas de la Armada, tiñó el cielo de un rojo intenso sobre la bahía de Cádiz, escuchándose una ensordecedora explosión que causó numerosas muertes y destruyó viviendas. 
La onda expansiva arrasó el barrio de San Severiano, la Barriada España, los chalets de Bahía Blanca, el Hogar del Niño Jesús (Casa Cuna), el campo de la Mirandilla, el sanatorio Madre de Dios, los cuarteles y los astilleros de Echevarrieta y Larrinaga, en los que se produjeron explosiones menores. En la Casa Cuna murieron muchos niños y hermanas de la Caridad.
En los edificios de los alrededores fueron sepultadas familias enteras. El centro histórico se salvó gracias a la Puerta de Tierra, muralla que en 1947 disponía de un solo vano, que pudo amortiguar el empuje de la onda y evitar así que los daños y las víctimas fueran mayores.
El vapor Plus Ultra, que había zarpado poco antes de la explosión desde la ciudad, y que se encontraba a unos 1500 m de distancia, sufrió daños debido a diversos escombros de hierro que cayeron en la parte posterior del buque.
En un primer momento, las personas del lugar corrieron hacia el cercano muelle creyendo que había volado el guardacostas Finisterre, atracado con un cargamento de pólvora, pero se comprobó que estaba intacto. Entre la confusión, se corrió la voz por La Carraca de que lo que había volado había sido el crucero Méndez Núñez, hecho que pronto se desmintió.

## Origen de la explosión

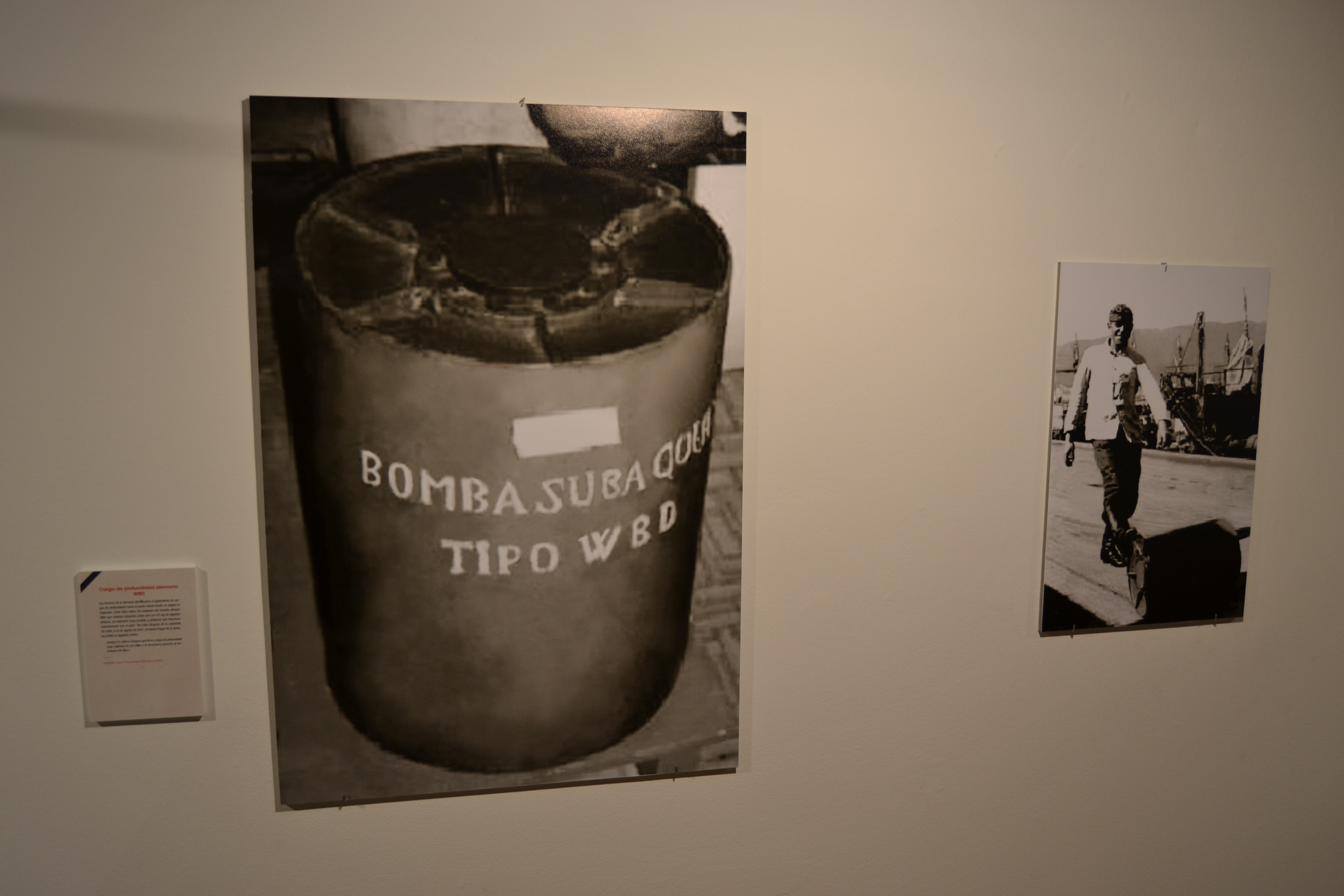
Imagen de una carga de profundidad alemana WBD

La explosión había tenido lugar en una zona entre Cortadura y las murallas de Cádiz, donde la Armada disponía de unos polvorines que contenían unas 1600 cargas explosivas, minas en su mayoría, torpedos y cargas de profundidad, pertenecientes a la Guerra Civil. Salvo 491 de ellas que no explosionaron, las restantes reventaron prácticamente al unísono, provocando la mayor catástrofe que se recuerda en Cádiz desde el maremoto de 1755.
Dichas minas y cargas de profundidad habían llegado a Cádiz en 1943 desde Cartagena y fueron estibadas en dos almacenes próximos entre sí, en la base de Defensas Submarinas de la Armada. Durante el traslado se observó que el estado de las mismas era preocupante, pues su aspecto exterior evidenciaba un gran deterioro, con pérdida de material y exudación.

## Actuaciones
Para hacer frente a la catástrofe, se envió desde la ciudad vecina de San Fernando un equipo de auxilio en el que figuraba un grupo del Tercio del Sur de Infantería de Marina.
La labor de Radio Jerez fue de enorme importancia, ya que realizó  los trabajos de coordinación de auxilio entre fuerzas de seguridad, militares y bomberos de diferentes localidades, sirviendo de único enlace entre Cádiz y Sevilla, desplazando unidades móviles para coordinar la ayuda, lo que minimizó el tiempo de respuesta de las mismas.
Las fuerzas de la Armada, Ejército, Infantería de Marina y la Guardia Civil, fueron empleadas principalmente en tareas de recuperación de los cuerpos de los fallecidos, rescate y traslado de heridos a los puestos de socorro, desescombro de las ruinas en busca de víctimas, extinción de incendios y protección de las viviendas destruidas o abandonadas para evitar su saqueo.
Inicialmente, llegó a correr el rumor de una nueva explosión procedente de otro de los almacenes de minas que no había explotado, cuyo cobertizo y parte de las paredes habían desaparecido por efectos de la onda expansiva surgiendo, además, en sus inmediaciones, algunos focos de fuego. Un joven teniente de Infantería de Marina, Francisco Aragón Ruiz, para tranquilizar a sus hombres y mostrarles que ya no había peligro, se sentó tranquilamente en una de las minas sin estallar y encendió un cigarrillo con un fósforo que rascó sobre ella.

El teniente del Tercio del Sur, don Francisco Aragón Ruiz, designado para reconocer la zona de las minas, esperó así como unos diez minutos por si se producía la explosión, y como ésta no tuviese lugar, pidió voluntarios, presentándosele todos sus soldados; elige a unos cuantos con dos cabos, llega al lugar siniestrado y, para animar y tranquilizar a los suyos, se dirige con toda calma hacia las minas que se temía que podían estallar, se sentó sobre una de ellas, lio un cigarrillo, frotó sobre la mina la cerilla para encender su pitillo y dijo: ¿Veis cómo no hay peligro ya? - Diario de Cádiz  del 23/8/1947

Pero la acción verdaderamente más memorable de la noche se debió a la actitud heroica de un militar de rango a cargo de una improvisada tropa de marineros de reemplazo que, a riesgo de sus vidas, evitaron la explosión del almacén de minas n.º 2 que, recordemos, no llegó a estallar, pues solo lo hizo el primero. En dicho almacén, que albergaba unos 98 000 kilos de trinitrotolueno (TNT), se había declarado un incendio cuyas llamas tocaban una hilera de minas submarinas que suponían riesgo de una segunda explosión. El entonces capitán de corbeta Pascual Pery Junquera, junto a un reducido grupo de marineros, consiguió extinguir ese incendio empleando para ello los propios escombros y la tierra en que se habían convertido las instalaciones militares. El hecho fue providencial, aunque su importancia se fue diluyendo con el tiempo ante la gravedad de semejante acontecimiento y la prioridad del Estado español de acallar el asunto y minimizar su importancia por cuanto suponía de descrédito para el gobierno y el ejército.
Mientras Pery se batía con el incendio, por las calles de Cádiz se iban voceando instrucciones a la población para que esta, abandonando sus casas, se dirigiera hacia las playas cercanas ante la posibilidad de una segunda explosión que nunca tuvo lugar.

## Teorías

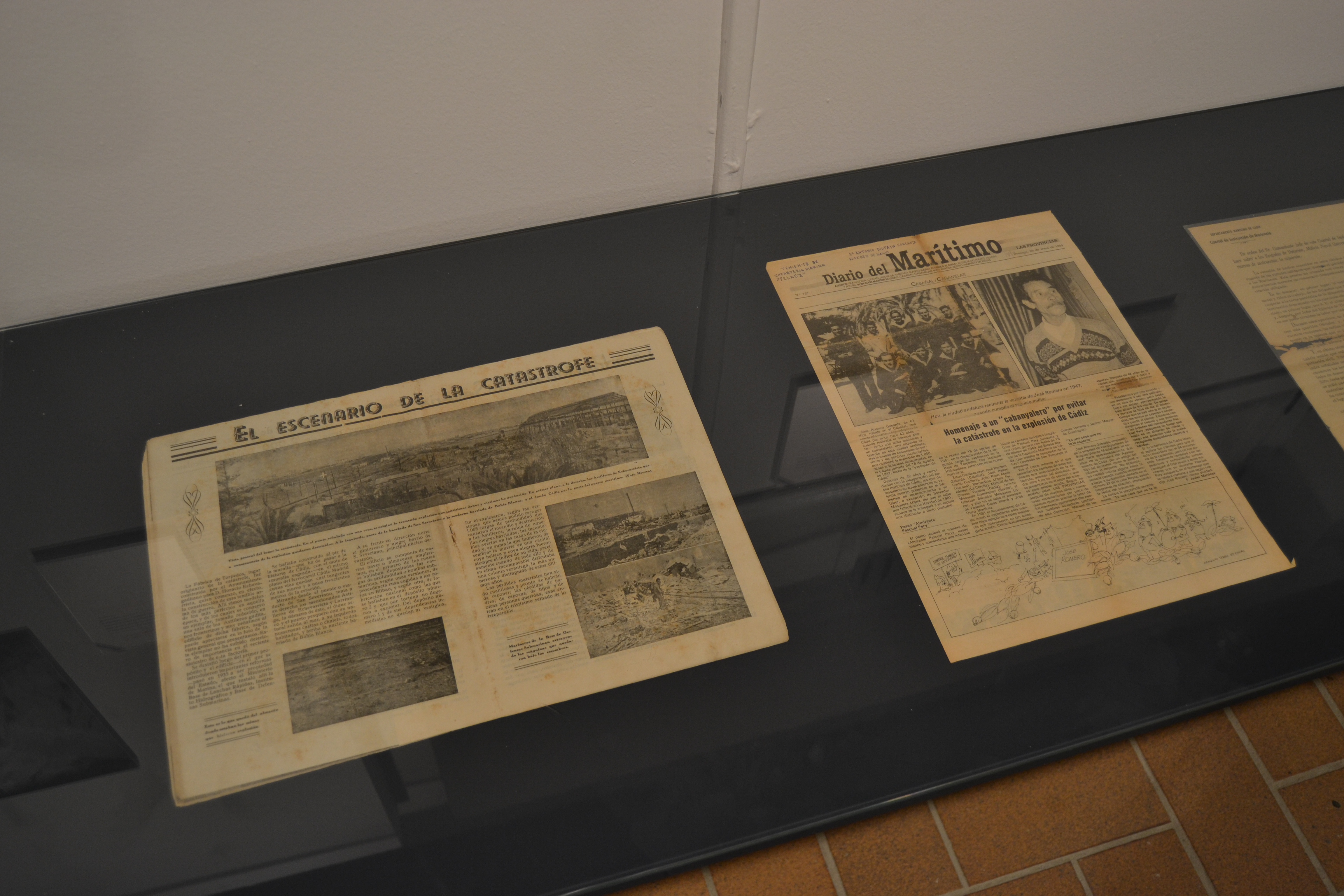
Periódicos de los días siguientes

La versión oficial cuenta que las minas almacenadas en el polvorín no estaban en buenas condiciones de conservación y, a consecuencia del calor, se produjo la primera explosión; también corrió el rumor de que fue un atentado contra la dictadura franquista presente en España en aquella época. Pero ni siquiera las investigaciones más recientes han podido clarificar las verdaderas causas.
Es un hecho que permanece muy vivo aún hoy en el recuerdo de muchos gaditanos. De vez en cuando, gracias a los investigadores y a los propios protagonistas o sus descendientes, se van conociendo nuevos datos y detalles acerca del suceso.
En 2009 se publicó la Hipótesis Nc o Teoría de la Nitrocelulosa, que explica la explosión partiendo únicamente de datos conocidos y contrastados. Según esta explicación la explosión fue consecuencia de la descomposición del explosivo (nitrocelulosa o algodón pólvora) que contenían 50 cargas de profundidad alemanas. La presencia de este tipo de explosivo obsoleto —dejó de usarse durante la Primera Guerra Mundial— en las CdP está contrastado y es absolutamente inusual. Esta teoría propone —casi con total certeza— que la explosión del Almacén n.º 1 de la Base de Defensas Submarinas de Cádiz fue causada por la descomposición espontánea del algodón pólvora presente en cincuenta cargas de profundidad del modelo WBD.

## Víctimas y pérdidas

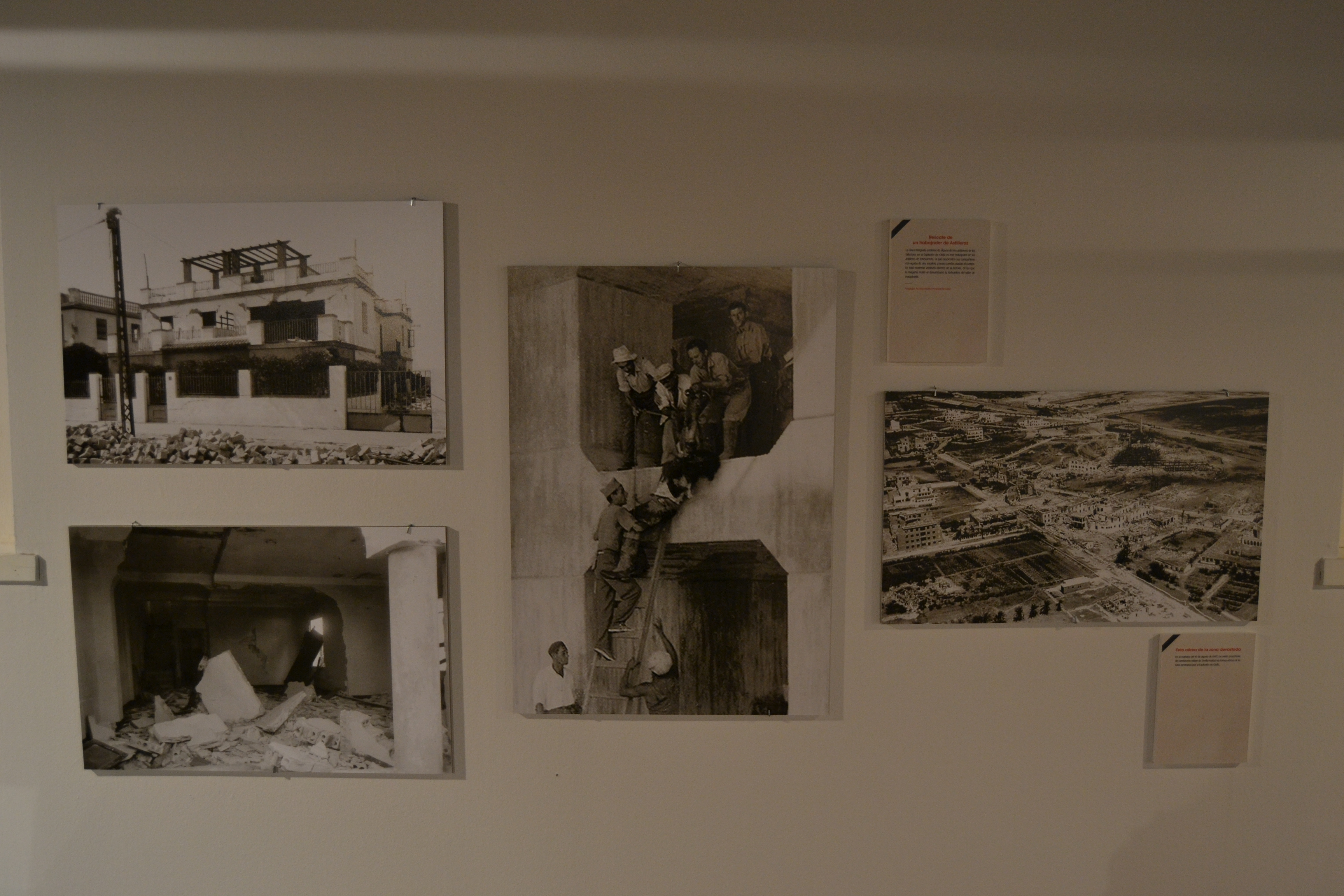
Fotografías del desastre

Las cifras oficiales, probablemente menores a las reales, estiman que hubo unos 150 muertos, entre ellos 25 operarios de astilleros, más de 5000 heridos y en torno a 2000 edificios dañados, de los cuales 500 quedaron completamente destruidos. Algunos edificios representativos de la ciudad, como la Catedral, cuyas puertas se abrieron de golpe por la onda expansiva o el Gran Teatro Falla, sufrieron numerosos desperfectos. Las puertas de la plaza de toros resultaron arrancadas de cuajo. La zona extramuros quedó arrasada casi en su totalidad.
La versión de los distintos gaditanos entrevistados tras el suceso no coincide con dicha estimación, declarando que el número de víctimas, tanto mortales como heridas, fue mucho mayor que la cifra oficial.
Las principales industrias de la localidad resultaron destruidas, como Gas Lebón o los Astilleros de Echevarrieta y Larrinaga. Las instalaciones militares de la Armada del barrio de San Severiano, origen de la explosión, y otros cuarteles militares, como los de la infantería en el cercano barrio de San José, sufrieron importantes daños causados por la onda expansiva.
Diversas infraestructuras quedaron muy maltrechas, interrumpiéndose todos los suministros básicos y las comunicaciones a excepción del tráfico por carretera hacia el exterior de la ciudad. La vía férrea desapareció en el tramo a la altura de la Base de Defensas Submarinas; los postes del tendido eléctrico salieron, literalmente, volando, y se produjo un apagón general. La red de suministro de agua reventó, dejando sin abastecimiento a toda la población, y lo mismo ocurrió con las líneas telefónicas.